# Продейнотерий
Продейнотерий, или продинотерий (лат. Prodeinotherium, от др.-греч. προ- «до» и лат. deinotherium «динотерий») — вымерший род хоботных семейства Deinotheriidae, входит в подсемейство Deinotheriinae. Обитал в нижнем и среднем миоцене, 20—15,5 млн лет назад, на территории Африки, Европы и Азии.

## Описание
Животное крупных размеров высотой до 2,8 м (размер азиатского слона). Имел небольшие загнутые вниз бивни на нижней челюсти. Самый ранний из видов — Prodeinotherium hobleyi, известный из раннего миоцена Кении и Уганды (примерно 20—18 млн лет назад). Небольшой коренной зуб продейнотерия из Эритреи может так же принадлежать к этому виду и быть того же возраста.

## Происхождение
Предком продейнотериев является меньший по размерам Chilgatherium, обитавший в олигоцене. Продейнотериев в среднем миоцене сменили значительно более крупные динотерии.